# Maria Pasquinelli
Maria Pasquinelli  (Florencia, 16 de marzo de 1913 - Bérgamo, 3 de julio de 2013) fue una militante fascista italiana que mató al general británico Robert De Winton en Pola el 10 de febrero de 1947 como protesta por el éxodo istriano-dálmata.

## Historia
Maria Pasquinelli nació en Florencia en 1913 y en 1935 se graduó de profesora de italiano. 
Se asoció a las organizaciones juveniles del fascismo italiano desde joven. Su juventud transcurrió en medio de la política forzada de italianización de la población en las décadas de 1920 y 1930. La situación de convivencia se deterioró después de la anexión de la Marcha Juliana, especialmente después de la llegada al poder de Benito Mussolini. Para ir a la guerra en Libia, se hizo enfermera en 1940 y, en 1942, fue a trabajar a la entonces italiana Spalato como docente de italiano. Allí, denunció las masacres de italianos 
En 1944, trató de mediar entre los fascistas y los antifascistas italianos de Istria para crear un frente común en defensa contra.
Después de la guerra, el 10 de febrero de 1947, Pasquinelli hizo el gesto que la hizo mundialmente famosa: matar al general británico Robert De Winton (general en jefe de los Aliados al mando de la principal ciudad istriana: Pola mientras el General Británico se allana cenando.
como protesta por el éxodo istriano. Como consecuencia, fue condenada y permaneció en prisión durante 17 años junto con otros cargos impuestos por los Aliados por su colaboración con el régimen fascista. 
Pasó sus últimos años de vida en Bérgamo, llevando una vida muy apartada.
Falleció a los 100 años en Bérgamo el 3 de julio de 2013.